# عبد الله حجي
عبد الله حجي (مواليد 5 ديسمبر 1990) هو لاعب تنس من قطر لعب في بطولة رابطة محترفي التنس (ATP) في عام 2008 في بطولة قطر إكسون موبيل المفتوحة، حيث سقط أمام مايكل بيرر.

## وصلات خارجية
- عبد الله حجي على موقع رابطة محترفي التنس (الإنجليزية)
- عبد الله حجي على موقع الاتحاد الدولي لكرة المضرب (الإنجليزية)
- عبد الله حجي على موقع إي إس بي إن.كوم (الإنجليزية)

- الملف الشخصي على ياهو! الرياضة